# RUMAS-A245
RUMAS-A245 — вертолёт разработки чешских компаний Rumas group s.r.o. и KBM aero s.r.o, совместно со специалистами из Украины, России, Франции, Швейцарии, Австралии, США. Главный конструктор - Игорь Маслов ( George Maslov)

Начало разработки — 2007 год.
Конструктивной особенностью 5-местного вертолёта является система спасения, которой больше нет ни на одном вертолёте. В случае аварийной ситуации предусмотрено отстреливание — не лопастей, как делается обычно, а кабины с пассажирами и экипажем. Она отлетает на безопасное расстояние от терпящей бедствие машины и затем спускается на парашютном куполе. При этом вторая парашютная система обеспечивает более или менее плавную доставку на землю «остального» вертолёта.

Себестоимость лётного часа 350—500 долларов США. Багажное отделение объёмом 1,2 м³. Масса перевозимого груза на внешней подвеске — 750 кг.

## ТТХ
- Взлётная масса — 2100 кг
- Максимальная скорость — 285 км/ч
- Крейсерская скорость — 270 км/ч
- Дальность полёта — 750 км